# المجلس التشريعي بعدن
مبنى المجلس التشريعي لعدن واحد من أهم معالم المدينة. فهذا المبنى كان في الأصل كنيسة بنيت عام 1871 وكانت تسمى كنيسة «القديسة ماريا» وفي عام 1947 تحولت الكنيسة إلى مقر للمجلس التشريعي الأول من نوعه في الجزيرة العربية. وكان المجلس يتكون من ثمانية أعضاء يمثلون طوائف عدن، وكانت كل طائفة تنتخب ممثلها، وكان في أول تشكيل له يتكون من: ((المستر تايلر))، و((الخان بهادر محمد عبد القادر مكاوي))، والخان بهادر ((محمد سالم علي))، ((والسيد عبده غانم))، ((والمستر دانشا خورجي))، ((والشيخ محمد عبد الله المحامي))، ((وجودا مناحيم يهودا))، ((والمستر كارتن)).